# 真性異言
真性異言（しんせいいげん）とは、ゼノグロッシア/ゼノグロシー（英: xenoglossia/xenoglossy ＜ 希: ξενογλωσσίαゼノグローシア = ξένος（xénos 「異国の、見知らぬ」）+ γλῶσσα（glõssa 「舌、言語」）+ -ία（-ía 女性抽象名詞語尾）＝「異国の言語（聞き慣れない言葉）を話すこと」）の訳語で、学んだことのない外国語もしくは意味不明の複雑な言語を操ることができる超自然的な言語知識、およびその現象を指す、超心理学の用語。フランスの生理学者シャルル・ロベール・リシェによって名付けられた。
広義の「異言」に含まれるが、宗教的文脈で用いられる狭義の「異言」（グロソラリア、英: glossolalia）とは異なり、日本では区別のために「真性異言」と訳す場合もある。
超心理学の分野では、真性異言を朗唱型異言（recitative xenoglossy）と応答型異言（responsive xenoglossy）の2つに大別する。
朗唱型異言とは、知らないはずの言語を話したり書いたりすることはできるが、それを使って母語話者とコミュニケーションすることはできないという場合である。真性異言として報告されている多くの事例はこちらに属し、詳しく調べてみると、無意識のうちに記憶していたものが何かの拍子に出てきただけという場合が多い。
一方、応答型異言は、母語話者と意志の疎通ができるという場合であり、研究対象としてはこちらの方が重要である。

## 科学的に調査された真性異言の事例
これまで科学的に調査された応答型異言の事例として、カナダの生化学者・精神医学者イアン・スティーヴンソン（Ian Pretyman Stevenson）が報告している3例と、イギリスの超心理学者メアリ・バーリントン（Mary Rose Barrington）らが報告している1例がある。スティーヴンソンによる3例のうち2例は退行催眠（前世療法）時に生じた事例、残りの1例とバーリントンらが報告している1例は、いわゆる憑依現象による事例である。

### イェンセンの事例（退行催眠時の真性異言）
1955年から1956年にかけて、英語を母語とするアメリカ人の匿名女性に、夫の導入による催眠状態の中で、イェンセン（Jensen 。ただし姓であり、名ではない）という過去世の男性人格が登場した（ただし、慎重なスティーヴンソンは、可能性が高いとしながらも真偽の判断は保留している）事例。女性はユダヤ系の両親の元で育ちフィラデルフィアで育っている。父親も母親もロシアのオデッサ生まれの移民。両親をはじめこの女性の生育歴を見る限りスウェーデン語を学んだ形跡はないにもかかわらず、退行催眠中に登場するイェンセンはスウェーデン語の母語話者と会話をすることができた（8回行われた退行催眠セッションの間に、6〜8回ほど母語話者と直接話をした）。イェンセンの話すスウェーデン語にはノルウェーなまりがあり、また自分の住んでいる場所をはじめいくつかの地名を明らかにしたが、現在の地図でどこに相当するのかは特定できなかった。
アメリカの言語学者セアラ・トマソン（Sarah Grey Thomason）による再調査では、イェンセンがスウェーデン語話者であることを、納得を以て断言することができなかった。対話の中で勉学に励んだと語っていたイェンセンの語彙は100語程度しか無く、しかもその内60語ほどは対話相手が先に用いた語であり、更にスティーヴンソンのコンサルタントの一人が指摘したように、英語との同族語を除いてしまえばイェンセンの純粋なスウェーデン語の語彙は31語程度に収まってしまう。また、イェンセンが複雑な文章を組み立てる事は無く、返答は一二語ほどで簡単に済ませてしまう。スティーヴンソンも認めるように、イェンセンのお粗末な発音は、筆記転写による正確な綴りで補われていた。しかしながらスティーヴンソンのコンサルタントのうち2人は彼のスウェーデン語のアクセントを賞讃し、またある1人は「7」の発音が母語話者のそれと比べて正確であると断じた。トマソンは、欺瞞を取り除こうとする先のスティーヴンソンの努力を認めている。しかしイェンセンのスウェーデン語能力は「店で何かを買うのに、代わりに支払うものは？」という質問に対して「私の妻」と答える程度のものであった。後に言語学者ウィリアム・サマリン（Willam John Samarin）もトマソンの調査結果を追認している。

### グレートヒェンの事例（退行催眠時の真性異言）
英語を母語とするアメリカ人女性ドローレス・ジェイ （Dolores Jay）が催眠状態にある時に登場した10代少女の人格で、母語話者とドイツ語で会話をすることができたという。ウェスト・バージニア州で生まれ育ったドローレスは、同州育ちでメソジスト牧師のキャロル・ジェイ（Carrol Jay）の妻。教区の信者の治療のために催眠を用いていたキャロルが妻に催眠をかけたところ、ドイツ語を話すグレートヒェン（Gretchen 。マルグレーテの愛称形）なる人格が出現した。スティーヴンソンは、グレートヒェンの話した内容を詳細に分析した結果、彼女が19世紀最後の四半世紀をドイツで送ったと考えるのに十分な証拠があるとした。グレートヒェンがドイツ語を話したセッションは19回に及んでいる。セッションの間、彼女は1度だけドイツ語の辞書を引いたが、それ以前に206語もの単語が自然に彼女の口から出てきていた、とスティーヴンソンは指摘した。
トマソンによる再調査によれば、欺瞞を示す証拠が認められた。実は、グレートヒェンはドイツ語で対話することができなかった。彼女の発言は相手の質問を抑揚を変えて繰り返すものが大半で、その他はほんの一二語程度の短い言葉のみであった。また、「ドイツ語の語彙はほんの僅かで、発音に難あり（"German vocabulary is minute, and her pronunciation is spotty"）」。語彙は120語程度で、十分な意思疎通ができるレベルである400〜800語にも遠く及ばない。しかも、憶えている語彙も、英語と同語源でよく似た形の単語ばかりであった。
例えば、「眠りの後には何がある？（Was gibt es nach dem Schlafen?）」という質問に対する彼女の回答は「Schlafen ... Bettzimmer.」であった。おそらく英語の「bedroom」にあたる言葉を言おうとして、構成要素のそれぞれに対応するドイツ語の Bett と Zimmer を組み合わせたのだろうが、ドイツ語で寝室は Schlafzimmer であり、Bettzimmer は宿泊施設の客室を指す。ちなみに、スティーヴンソンはこの回答を「正解」としていた。
ドイツ北東部の都市エーベルスヴァルデについては、存在しない市長の名を挙げるなど、確かな事が一つも言えなかった。またマルティン・ルターや宗教的迫害についての彼女の発言には、スティーヴンソンでさえ疑いを持っていた。

### シャラーダの事例（憑依現象による真性異言）
1973年にインドで発生した事例で、マラーティー語を母語とする女性ウッタラ・フッダル（Uttara Huddar）がトランス状態になって登場した女性人格。シャラーダ（Sharada）はウッタラの母語であるマラーティー語は話さず、ベンガル語を流暢に話した。イェンセンやグレートヒェンは催眠中に登場した人格であるが、シャラーダは覚醒中に突然出現した（憑依現象）。スティーヴンソンが現地に赴きこの事例について調査を始めたのは1975年のことだが、調査に区切りをつけた1980年にもまだシャラーダの出現は続いていた。
シャラーダは両親や親族の名前、自分に馴染みのある土地の名前など自分についてかなりのことを語り、またその多くは実在したが、シャラーダが生まれ育ったと考えられる家系を正確に突き止めることはできなかった。言語だけでなく、その立ち振る舞い、習慣など全てベンガル風で、明らかにマラータ族のウッタラとは異なっていた。たとえば、ウッタラより頻繁に食を断つ（断食する）、椅子にではなく床に坐る、夫の名前を聞かれた時に顔を赤らめる、ほとんどの時間を一人でベンガル語の宗教書などを読んで暮らす、など、ウッタラには見られない少し古風なベンガル女性の特徴を見せた。また、シャラーダの両親をはじめマラーティー語を話す人達に囲まれながら、マラーティー語を話そうとはせず、マラーティー語を粗野な言語だと軽蔑しているようであった。
シャラーダ人格が出現している時にはウッタラとしての人格は見られなくなり、ウッタラとしての人格が現れている時にはシャラーダ人格は登場しなかった。シャラーダが出現する時にはまるでウッタラの人格がどこかに押しやられ、シャラーダに乗っ取られるような感じであった。ウッタラに戻った時にはシャラーダとしての記憶はなく、シャラーダにはウッタラの記憶はなかった。
しかし、スティーヴンソンがシャラーダの音声記録をベンガル語を母語とする話者に聴かせたところ、その喋りが流暢かどうかでは意見が分かれた。実は、ウッタラの故郷は人口比1%のベンガル語母語話者が住む街で、父娘共々ベンガル語には長らく深い関心があった。また、ウッタラはベンガル文学を翻訳書で読んだ事があり、ベンガル語の読み方教室にも通っていた事があった。

### ルシアの事例（憑依現象による真性異言）
1933年、高い教育を受けた16歳のハンガリー少女、ファルツァーディ・イリス（Farczády Irisz）が自称41歳の労働者階級のルシア（Lúcia）というスペイン女性に身体を乗っ取られる（ように見える）事件が起きた。内気で教養あふれるイリスの性格は、がさつであまり上品とは言えない掃除婦の性格に変わり、イリスの母語であるハンガリー語はルシアの母語であるスペイン語に完全にとって代わられてしまった。この事件はマスコミでも広く報道され、よく知られるようになったが、次第に人々の関心は薄れ、忘れ去られてしまった。
70年後の2003年、メアリ・バーリントン、オーストリアのペーター・ムーラッツ（Peter Mulacz）、オランダのティートゥス・リーファス（Titus Rivas）ら3人の超心理学者がこの事件を再調査し、ルシアと名乗る人格に相当する人物がスペインに実在するかどうかという点の確認と、86歳になったルシアの言語能力を調べた。大規模な調査にもかかわらず、ルシア人格に相当する人物の特定はできなかったが、流暢なスペイン語を話すイリスの言語能力は再確認され、資料は心霊現象研究協会 (SPR) の図書館に資料として保存されている。

### ジョエル・ホイットンの事例（退行催眠による真性異言）
トロント大学医学部の精神科教授であるジョエル・ホイットンは、約30人の被験者を集め、退行催眠を用い彼らの記憶を探った。その結果、真性異言が現れたケースがあった。ある35歳の科学者が無意識に発した言語は古代スカンジナビア語であったことが言語学的に確認された。この被験者は、既に絶滅語となった紀元前メソポタミアのササニド・パーラディ語を無意識下で書くこともできた。